# Castor californicus
Castor californicus – gatunek wymarłego ssaka z rodziny bobrowatych (Castoridae). Występował w zachodniej części Ameryki Północnej od końca miocenu do wczesnego plejstocenu. Gatunek był podobny do żyjącego współcześnie bobra kanadyjskiego, choć był od niego nieco większy.